# Isleños del Carmen
Cocodrilos de Tabasco FC es un equipo de fútbol de México. Participa en el Grupo 2 de la Serie B de la Segunda División de México. En un principio, el equipo jugó sus partidos de local en el Estadio "Nelson Barrera Romellón" de Ciudad del Carmen. Posteriormente se trasladó al Estadio Olímpico de Villahermosa en Tabasco, por problemas de sede.

## Historia
El 22 de junio de 2017 Francisco Negrete Arceo anunció la fundación de Isleños del Carmen y al mismo tiempo la convocatoria para las visorías que iniciarían el día siguiente.
El 13 de septiembre de 2017, la directiva anunció el traslado del equipo a Villahermosa, Tabasco, luego de tener problemas con la sede original en Ciudad del Carmen.

## Temporadas
| Temporada     | División          | Posición      |
| ------------- | ----------------- | ------------- |
| Apertura 2017 | 4.Segunda Serie B | 12o. Grupo II |
| Clausura 2018 | 4.Segunda Serie B | 12o. Grupo II |